# Бардилы
Барди́лы (бел. Бардзі́лы) — деревня в составе Сластёновского сельсовета Чаусского района Могилёвской области Республики Беларусь.

## История
В 1523 году великий князь Сигизмунд I пожаловал боярину Ивашке Гарбузу-Бурдиловскому землю в Могилевской волости на месте нынешних Бардил. В 1668 году упоминаются как деревня, центр войтовства Могилевской экономии в Оршанском повете ВКЛ.
До 16 июля 1954 года деревня входила в состав Мокрядского сельсовета, до 16 мая 1960 года — в состав Варваринского сельсовета, до 25 декабря 1964 года — в состав Сухаревского сельсовета, до 23 декабря 2009 года — в состав Темровичского сельсовета, до 20 ноября 2013 года — в состав Сластёновского сельсовета.

## Галерея

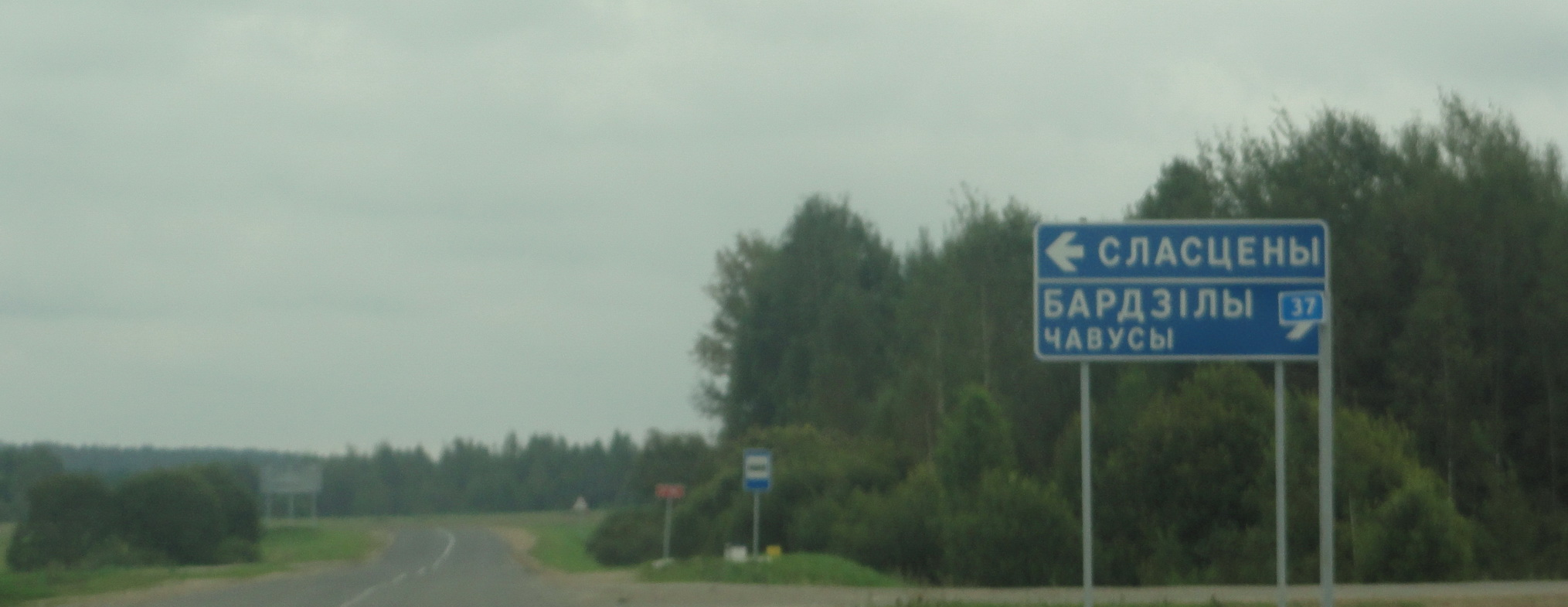
Поворот на Бардилы на 37-м километре дороги Могилёв — Мстиславль

## Население
- 2010 год — 38 человек